# 222. pehotni polk (Italija)
222. pehotni polk Ionio je bil pehotni polk Kraljeve italijanske kopenske vojske.

## Zgodovina
Med prvo svetovno vojno je bil polk nastanjen na soški fronti.